# Hafni(IV) chloride
Hafni(IV) chloride là một hợp chất vô cơ có thành phần gồm hai nguyên tố hafni và clo, với công thức hóa học được quy định là HfCl4. Hợp chất này tồn tại dưới dạng một chất rắn không màu, là tiền chất của hầu hết các hợp chất liên quan đến nguyên tố kim loại hafni. Hợp chất này cũng có nhiều ứng dụng chuyên biệt, chủ yếu là trong khoa học vật liệu và sử dụng làm một chất xúc tác.

## Điều chế
- HfCl4 có thể được tạo thành theo một số phương pháp liên quan:

- Dùng phản ứng của cacbon tetrachloride với hafni(IV) oxit ở nhiệt độ trên 450 ℃:

HfO2 + 2CCl4 → HfCl4 + 2COCl2
- Clo hóa hỗn hợp HfO2 và cacbon ở nhiệt độ trên 600 ℃, sử dụng khí clo hoặc lưu huỳnh monochloride:

HfO2 + 2 Cl2 + C  →  HfCl4 + CO2
- Clo hóa hafni carbide ở nhiệt độ trên 250 ℃.

## Sử dụng
Hafni(IV) chloride là tiền thân của các chất xúc tác hoạt tính cao cho việc trùng hợp Ziegler-Natta của anken, đặc biệt là propylen. Các chất xúc tác điển hình được lấy từ tetrabenzylhafni.
HfCl4 là một axit Lewis hiệu quả cho các ứng dụng khác nhau trong tổng hợp hữu cơ. Ví dụ, ferrocene được ankyl hóa bằng allyldimetylclorosilane]] hiệu quả hơn bằng cách sử dụng hafni(IV) chloride so với nhôm chloride. Kích thước lớn hơn của Hf có thể làm giảm xu hướng tạo phức của HfCl4 đối với ferrocene.